# Iaatarén
Iaatarén (en árabe: إعطارن‎, en francés: Iaattarène) es una localidad marroquí perteneciente al municipio de Beni Bonzar, en la región de Tánger-Tetuán-Alhucemas. 
Desde 1912 hasta 1956 perteneció a la zona norte del Protectorado español de Marruecos.